# Aurea (azienda)
Aurea, Società Italiana Ferrotaie (Torino 1920-1922), Fabbrica Anonima Torinese Automobili – Marca Aurea (Torino 1922-1933). Aurea è stata una fabbrica di automobili italiana, operativa a Torino dal 1921 al 1930.